# Spalacopsis suffusa
Spalacopsis suffusa là một loài bọ cánh cứng trong họ Cerambycidae.